# Leonard Peikoff
Leonard Sylvan Peikoff (né le 15 octobre 1933) est un philosophe objectiviste proche d'Ayn Rand. C'est un ancien professeur de philosophie et ancien animateur radio. Il est le fondateur de l'Ayn Rand Institute, et héritier légal de la propriété et des biens d'Ayn Rand.

## Premières années et carrière
Leonard Peikoff est né à Winnipeg dans la province du Manitoba, au Canada. Son père, Samuel Peikoff est chirurgien, sa mère, Bessie  chanteuse dans un groupe. Il étudie à l'université de Manitoba de 1950 à 1953, puis rejoint l'université de New York où il reçoit son Bachelor of Arts en 1954 puis son Master of Arts en 1957. Il obtient ensuite son Ph.D. de philosophie en 1964, sous la tutelle du professeur marxiste et pragmatiste Sidney Hook. Sa thèse porte sur le statut métaphysique de la loi de non-contradiction en philosophie classique. Il enseigne ensuite la philosophie dans de nombreux établissements.

## Engagement et Objectivisme
Peikoff rencontre Ayn Rand par l'intermédiaire de sa cousine, Barbara Branden, en Californie, alors qu'il est âgé de 17 ans. Il considère cette entrevue comme l'ayant convaincu de l'importance de la philosophie. Lorsqu'il décide de déménager à New York, il étudie la philosophie à l'université de New York, de 1953 à 1964, tout en fréquentant régulièrement Ayn Rand et en discutant avec elle de divers sujets philosophiques. Dans un entretien biographique enregistré dans les années 1960, Rand explique que ses entretiens avec Peikoff l'ont décidée à rédiger l'ouvrage Introduction to Objectivist Epistemology, fondateur de son mouvement philosophique. Avec Peikoff, Alan Greenspan et Nathaniel Branden, Rand fonde le Collectif, titre ironique désignant un cercle de pensée se réunissant dans son appartement de New York et discutant de philosophie et de politique, constitué pour promouvoir les écrits de Rand et surtout son roman La Grève (Atlas Shrugged),,
En 1958 Branden fonde le Nathaniel Branden Institute pour diffuser et promouvoir l'Objectivisme à travers l'organisation de conférences et de séminaires, dans tous les États-Unis. Le succès du NBI est immédiat et bientôt les conférences ont lieu dans le monde entier. Après sa dissolution, en 1968, Peikoff continue à donner des cours privés concernant divers sujets, devant un public d'objectivistes. Ses conférences concernent : The Art of Thinking, Eight Great Plays, A Philosophy of Education, The History of Philosophy (en deux parties), Moral Virtue, Induction in Physics and Philosophy, An Introduction to Logic, Understanding Objectivism, and The Principles of Objective Communication.

## Après la mort de Rand
Pour Rand, Peikoff est le seul à avoir réellement saisi la portée de son système philosophique; de fait, il devint son héritier légal et intellectuel après la mort de la philosophe. En sa qualité d'exécuteur testamentaire, Peikoff gère les droits des œuvres de Rand, à l'exception de l'ouvrage Anthem qui est passé dans le domaine public. Peikoff possède également les droits des traductions et a le pouvoir d'éditer ou de rééditer les œuvres inédites de Rand. il a ainsi rédigé la plupart des introductions des éditions posthumes de Rand.
Son premier livre, The Ominous Parallels (1982), est à la fois une explication objectiviste de la montée du Troisième Reich et de l'Holocauste et un appel solennel fait à une Amérique qui prend le chemin vers le totalitarisme. Peikoff voit en effet un parallèle entre la République de Weimar ayant conduit au nazisme et les États-Unis contemporains.
En 1985, Peikoff fonde l'Ayn Rand Institute et édite un recueil de conférences données par Ayn Rand intitulé : Objectivism: The Philosophy of Ayn Rand, publié en 1991; il considère cet ouvrage comme la seule introduction compréhensible à l'Objectivisme.
Au milieu des années 1990, Peikoff donne des cours à la section d'enseignement du Ayn Rand Institute, renommé plus tard The Objectivist Academic Center (en 2000). Il forme ainsi Harry Binswanger et Peter Schwartz. De 1995 à 1999, il anime une émission de radio sur la philosophie et la culture. À la fin des années 1990 il contribue à définir la théorie objectiviste de l'induction au travers d'une série de conférences intitulée « Objectivism Through Induction ». De février 2006 à juin 2007, Peikoff rédige sur l'internet des questions et réponses à propos de l'Objectivisme, répondant à des courriels de personnes voulant en savoir davantage. En août 2007, son site internet annonce la mise en place d'un podcast, qui débute le 22 octobre et qui est depuis régulièrement mis à jour, tous les lundis.
Il écrit en 2008 The DIM Hypothesis dans lequel il définit sa vision des trois approches de la pensée humaine qu'il applique également à la physique, à la philosophie, à l'éducation, à la politique et à d'autres domaines. Il estime que cet ouvrage « sera publié dans plusieurs années, probablement en 2010 ».
Peikoff vit à Irvine, en Californie, une zone résidentielle du Comté d'Orange où siège également l'Ayn Rand Institute. Il a eu une fille, Kira, avec sa seconde femme, Cynthia.

### Dissension avec Kelley
Au sein du mouvement objectiviste, des dissensions et des schismes d'importance ont eu lieu et surtout après la mort d'Ayn Rand. Peikoff prône une vision de l'Objectivisme comme un « système clos » qui repose seulement sur les concepts que Rand a articulés. Le Ayn Rand Institute concrétise le point de vue de Peikoff.
Une autre école de pensée objectiviste a été fondée par David Kelley, un philosophe originellement associé à l'ARI et à Peikoff ; dans son article, « A Question of Sanction », il prône néanmoins l'Objectivisme comme système ouvert qui, même s'il reconnaît les textes de Rand comme étant fondateurs, peut s'en dissocier.
Après la publication de son article, Peikoff informe Kelley qu'il a déformé l'image de l'Objectivisme. Peikoff publie alors un contre-article, « Fact and Value », dans lequel il explique que Kelley va à l'encontre de la vision de Rand quant à la relation entre les valeurs morales et les faits objectifs. D'autres objectivistes rejoignent Kelley dans son schisme, tels Peter Schwartz et Harry Binswanger. Les critiques considèrent que Peikoff a ainsi continué la tradition randienne d'« excommunier » et de « purger » ceux qui refusent de suivre la thèse dominante. Kelley répondit quant à lui en créant en 1989 le Institute for Objectivist Studies, renommé le Objectivist Center puis The Atlas Society par la suite. Kelley entretient des relations de travail avec les mouvements américains libertariens et avec d'autres groupes auxquels Peikoff refuse de s'associer. Nathaniel Branden, le premier a s'opposer à Rand, rejoint ainsi Kelley et son Objectivist Center.
Peikoff et l'ARI soutiennent que Kelley n'est pas un objectiviste, en plus de commettre une erreur de raisonnement, confondant la morale et les faits, Kelley, selon eux, assimile l'Objectivisme au libertarianisme alors que Rand s'en est opposée dès les années 1960. Les libertariens sont ainsi les représentants d'une simili-philosophie politique, diamétralement opposée à celle de Rand, et ce sur de nombreux thèmes, de l'athéisme au christianisme, du minarchisme à l'anarchisme. Enfin Peikoff critique Kelley sur le fait qu'il associe l'Objectivisme avec d'autres groupes hétéroclites et incompatibles avec les postulats de Rand. Kelley répond aux attaques de Peikoff dans son livre Truth and Toleration (republié ultérieurement sous le titre The Contested Legacy of Ayn Rand).

### Politique
Les positions politiques de Peikoff reflètent celle du mouvement objectiviste. Il encourage le laissez-faire du capitalisme, arguant que le rôle du gouvernement dans la société doit être de limiter et protéger les droits individuels de la force physique et de la fraude. Il s'oppose ainsi à la taxation, à l'éducation publique, à l'aide sociale, aux régulations économiques etc. Il s'oppose aussi aux lois de sociétés, à la pornographie, l'euthanasie, la recherche sur les cellules souches etc.
Peikoff soutient John Kerry (l'ayant cependant critiqué comme étant un candidat « particulièrement mauvais »), contre George W. Bush (qu'il qualifie d'« apocalyptiquement mauvais »), sur le principe selon lequel la religiosité de Bush l'oblige à refuser d'écraser les régimes islamistes, en particulier l'Iran. Peikoff s'élève également contre les politiques économiques de Bush, un « désastre » selon lui. Avant les élections de 2006, Peikoff recommande de voter seulement pour le Parti démocrate et de contrer ce qu'il voit comme la montée de l'influence des droits chrétiens. En 2008, Peikoff refuse de voter pour le parti démocrate, expliquant que  John McCain est « arrivé sur la scène tel un idiot fatigué ». Il voit en Barack Obama un « faussaire » et en Joseph Biden un « moulin à paroles hilarant ». Sarah Palin enfin est pour lui « une opportuniste luttant pour en savoir davantage et pour devenir une imbécile, une faussaire et un moulin à paroles hilarant ».
Peikoff a par ailleurs soutenu les droits d'Elián González de demeurer en Floride, contre ceux qui voulaient le renvoyer à Cuba, expliquant qu'« envoyer un enfant pourrir dans une prison cubaine en arguant de son bien-être est une hypocrisie criminelle. L'envoyer là-bas pour préserver les droits paternels est une absurdité, étant donné qu'il n'y a aucun droit parental à Cuba, ni d'autres formes de droits d'ailleurs. L'envoyer à Cuba parce qu'il a besoin de son père est un non-sens. A-t-il besoin d'un père qui n'a d'autres choix que de voir son fils perdre sa volonté et son esprit, en plus de mourir de faim ? »
Peikoff s'est également exprimé à propos de la Palestine et d'Israël. Il considère les Palestiniens comme des tribus nomades occupant irrégulièrement la zone. Les Arabes aujourd'hui n'ont aucune idée de ce que l'on nomme les droits de la propriété, en effet ils nourrissent une profonde haine pour ces droits, haine qui forme le terreau du terrorisme islamiste. Selon lui Israël est un ilot de morale qui ne doit sous aucun prétexte redonner des territoires aux Arabes ni même négocier avec eux. Il explique que les réserves de pétrole localisées dans le Moyen-Orient appartiennent à l'Ouest dont « la science, la technologie et le capital ont rendu possible leur découverte et leur utilisation comme ressource ». Il se fait l'avocat de la destruction des États terroristes comme l'Iran, « le plus rapidement possible et avec le moins de perte américaine possible, sans compter le nombre d'innocents en ligne de feu ». Il ne refuse pas l'emploi de l'arme nucléaire, arguant que la responsabilité morale pour la mort d'innocents revient au gouvernement terroriste et non aux États-Unis.
Enfin, Peikoff prône les droits pour l'avortement mais critique ses défenseurs qui se surnomment eux-mêmes les « pro-choix », expliquant que ce terme ignore le profond sens philosophique de cette implication.